# Agenore Fabbri
Agenore Fabbri (Pistoia, 20 de mayo de 1911-Savona, 7 de noviembre de 1998) fue un escultor y pintor italiano representante del expresionismo y del informalismo

## Biografía
A 12 años matriculados en la Escuela de Artes y Oficios de Pistoya y después es admitido en la Academia de Bellas Artes de Florencia, ciudad donde participa de la vida cultural en el café Le Giubbe Rosse (Las Blusas Rojas), lugar de encuentro de los poetas herméticos Eugenio Montale, Carlo Bo y otros. Aquí conoce al pintor Ottone Rosai y el poeta Mario Luzi. En 1930 comienza a moldear y cocinar la terracotta y cinco años más tarde se traslada a Albisola la pequeña ciudad de Liguria donde, asumiendo desde el principio el papel de moldeador de la factoría de cerámica La Fiamma (la Llama), sigue su aprendizaje y emprende un trabajo donde la figura del hombre y los animales tienen una fuerte carga expresionista ya que comienza a utilizar el color en la arcilla.
En Albisola, lugar donde trabajan los artistas de la segunda época futurista, y todavía bajo la influencia de Filippo Tommaso Marinetti, monta un pequeño estudio y conoce a Arturo Martini primero y después a Lucio Fontana, con lo que entablará una amistad que durará para toda la vida.
En 1935 consigue éxito en “La Nazionale di Napoli” (La Nacional de Nápoles) y al comienzo de los años '40 se estrena en exposiciones personales en Milán, Bergamo y Savona. Su actividad artística se ve interrumpida por causa de la Segunda Guerra Mundial ya que debe prestar el servicio militar en Yugoslavia y en Grecia. A partir de 1946 se establece definitivamente en Milán aunque durante el verano sigue trabajando en Albisola que después de la guerra vuelve a ser un importante lugar de fama internacional ya que en ella trabajan artistas como Marino Marini, Giacomo Manzù, Aligi Sassu, algunos exponentes del grupo CoBrA entre ellos destacan Karel Appel, Guillame Corneille y Asger Jorn, Roberto Matta y Wilfredo Lam y más tarde Giuseppe Capogrossi , Roberto Crippa, y el jovencísimo Piero Manzoni.
En 1947 se dan a conocer obras en cerámica y arcilla como Donna del popolo ("Mujer del pueblo", título sugerido por Picasso), Uomo colpito y La madre, todos realizados en la factoría Mazzotti, propiedad del artista y poeta futurista Tullio d´Albisola, con el cual organiza su primer encuentro con Picasso en Vallauris.
En 1956, con Aligi Sassu, Giulio Turcato, Antonietta Raphael Mafai realiza un viaje de tres meses por China, donde tiene la oportunidad de enseñar alguna de sus obras en Pekín y otras ciudades. Después expone muestras personales en América, en concreto en Nueva York y Filadelfia y en Europa en Londres, París, Estocolmo, Roma y Milán. Participa también en numerosas reseñas nacionales e internacionales de escultura: las Bienal de Venecia (Biennale di Venezia, en italiano) de 1952 y de 1960 (las dos con sala personal), en las de 1959 y 1964 y además en muchas ediciones de la Quadriennale que se celebran cada cuatro años en Roma. Más tarde en Amberes, Madrid, París, Zúrich, Atenas, La Haya, Múnich, Londres, Nueva York, Boston, Tokio, San Pablo, Ciudad de México, El Cairo y Alejandría de Egipto.
En los años 1980 su trabajo es reconocido sobre todo en Alemania con exposiciones personales en el Museo Wilhelm Lehmbruk de Duisburgo, en el Museo Ludwig de Colonia y en lo Sprengel Museum de Hannover.
Desde 1965 es miembro de la Academia de San Lucas, institución de la que pasa a ser elegido presidente en 1998, año de su muerte.
Recibe numerosos reconocimientos a partir de 1939. De todos ellos destacan el Premio Internacional de la Escultura de Cannes en 1955, un premio acquisto de la quinta edición del Premio Spoleto en 1957 y los de las Triennale de Milán, donde ganó: Medalla de oro, Gran Premio y Gran premio por la cerámica.
El 4 de agosto de 1998 es ingresado por una hemorragia cerebral en el hospital de Savona donde muere el 7 de noviembre.

## Estilo
Su estilo es definitivamente expresionista con una influencia del plástico popular presente en muchas obras de su Toscana natal. Después de la Segunda Guerra Mundial, también influenciado por el pasado reciente, su trabajo se canaliza hacia una dramática expresión exasperada que implica no sólo a los seres humanos, sino también los animales representados en peleas y reyertas con trágicos efectos que van más allá de la violencia aunque ya tan explícita. Durante los años 50 y e los años 60 el bronce y la madera se convierten en su materiales de elección: el primero presenta un modelado convulso marcado por profundos surcos en la figura, con la segunda, por medio de una obra de ruptura y superpuestas superficies que representan su contribución a la estación del arte informal. En este período se ejecutó también numerosas obras utilizando el hierro, el estaño, el zinc y el acero.
En la última fase de su trabajo Fabbri regresa a su primera matriz expresionista y luego, desde 1981, descubre la pintura que se convertirá en preeminente en el curso de los años siguientes hasta llegar a ser una recreación colorida de la experiencia pasada informal caracterizada por el uso de materiales de recuperación, tales como arena, piedras , telas , latas, etc.
Agenore Fabbri es el autor de muchos trabajos monumentales en Milán (Caccia al Cinghiale, 1964, en el jardín del Palazzo Sormani), Pistoya, Savona (Monumento a la Resistencia en la Plaza de los Mártires de la Libertad) y las grandes cerámicas bajorrelieve Battaglia (Batalla) conservada en el Museo Manlio Trucco de Albisola y La favola di Orfeo (El cuento de Orfeo) en el Polo Tecnológico Libero Grassi de Quarrata (Toscana).

Caccia al cinghiale de Agenore Fabbri en las fotos de Paolo Monti
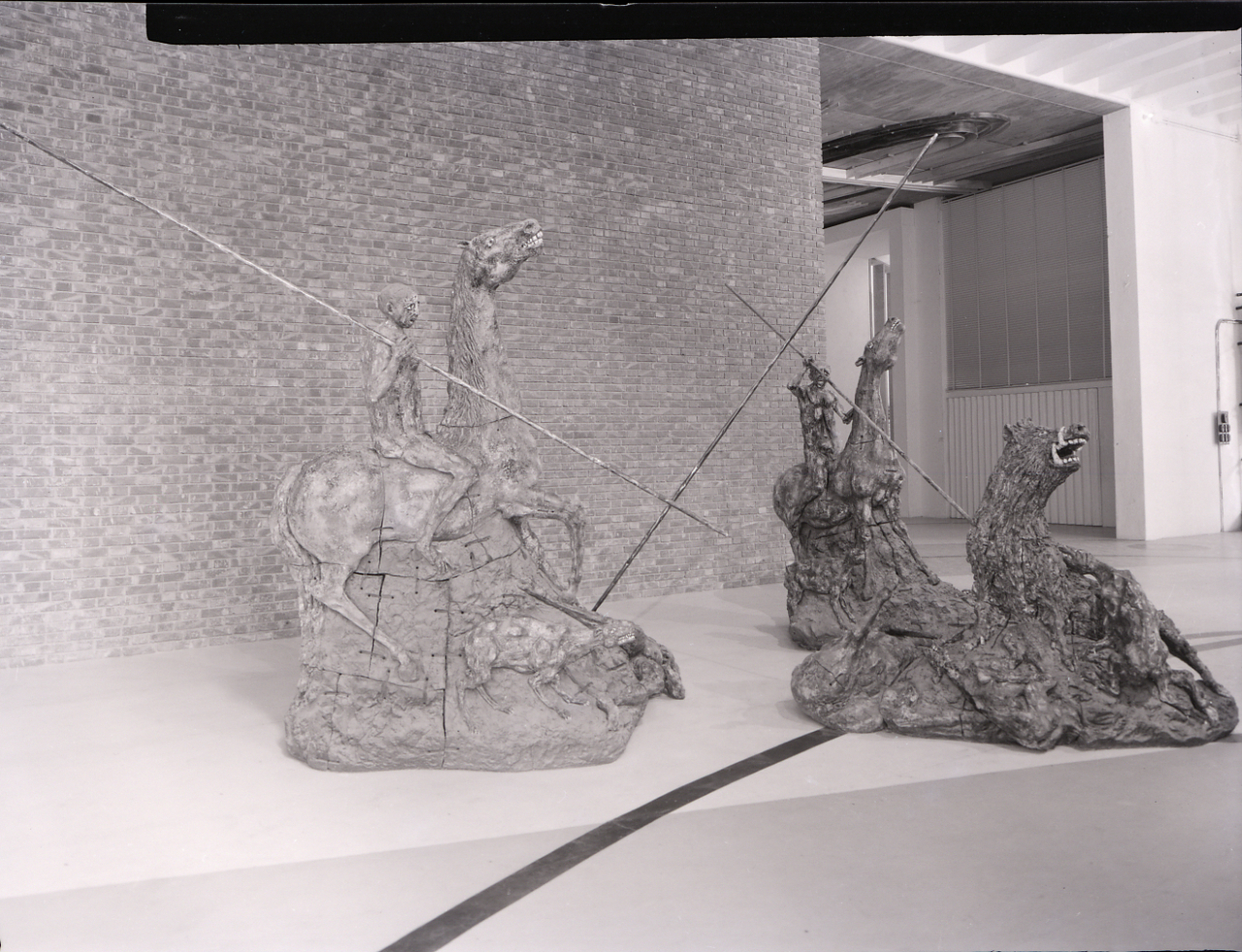
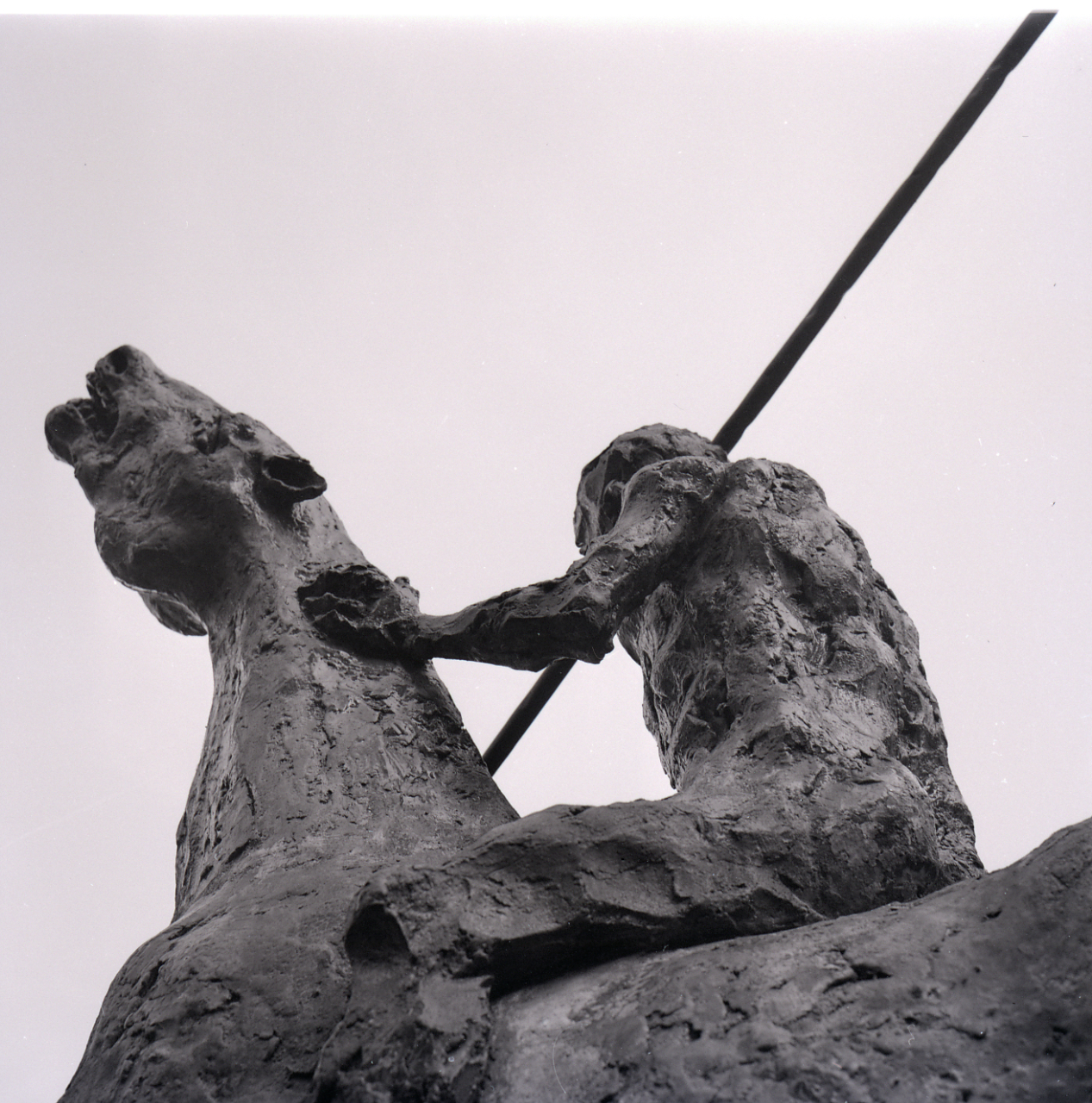
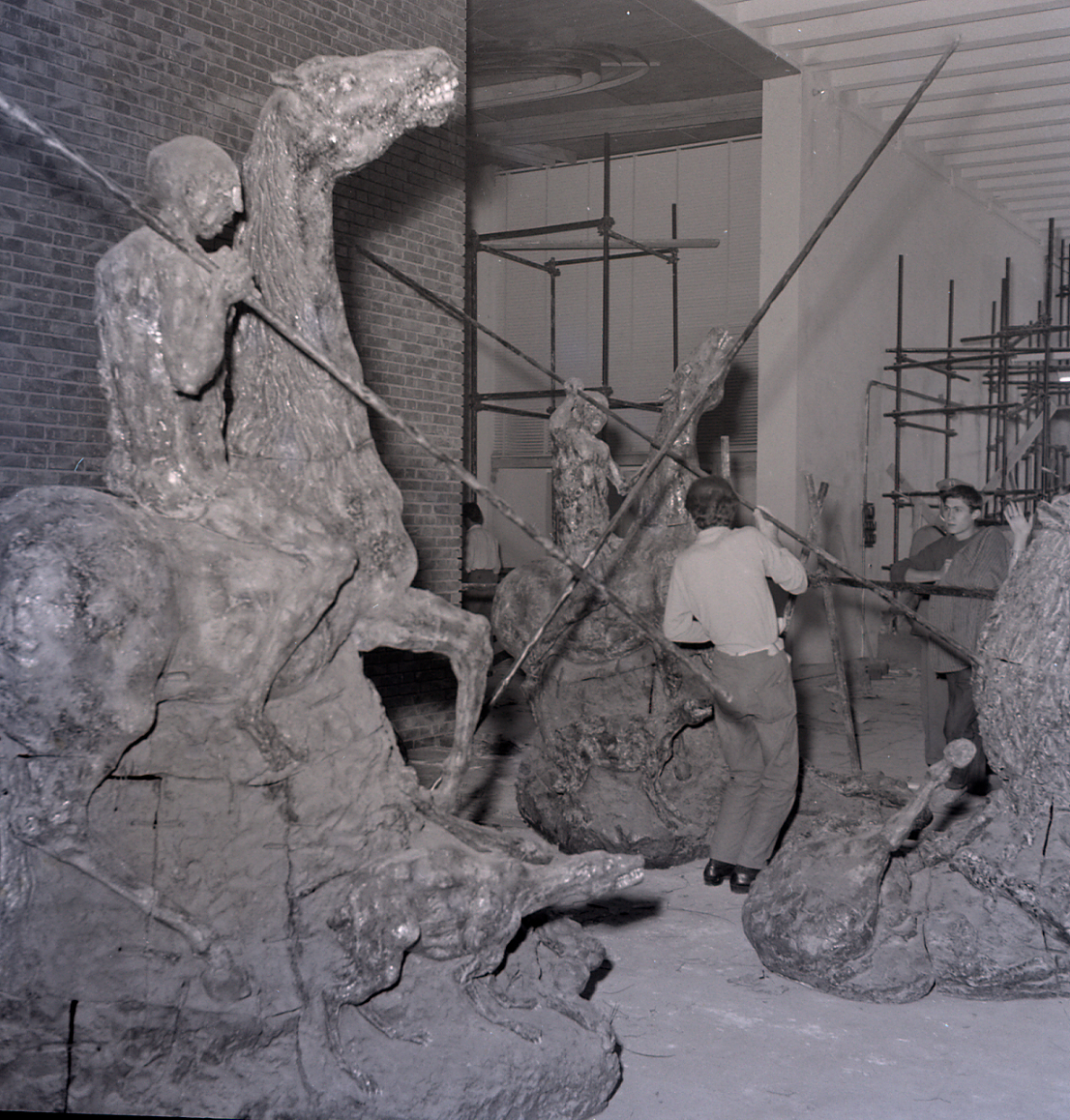